# Redland, Oregon
Redland, Oregon là một cộng đồng chưa hợp nhất trong Quận Clackamas, Oregon, Hoa Kỳ. Nó nằm cách Oregon City khoảng 6 dặm Anh về phía đông và Carver 4 dặm Anh về phía nam.
Cộng đồng này được đặt tên theo màu sắc của đất ở đây, đó là màu đỏ (red).
Mã bưu điện là 97045.